# Нана (певица)
Им Джина (кор. 임진아; род. 14 сентября 1991 года), более известная как Нана, — южнокорейская певица, актриса и модель. Наиболее популярна как бывшая участница гёрл-группы After School (2009—2019) и её саб-юнита Orange Caramel (2010—2019).
Как актриса известна ролями в дорамах «Любовь сквозь тысячелетие» (2015), «Хорошая жена» (2016) и «Убить» (2019).

## Жизнь и карьера

### 1991—2013: Ранние годы, дебют в After School и Orange Caramel
Нана родилась 14 сентября 1991 года в Чхонджу, Южная Корея. До своего дебюта участвовала в конкурсе азиатско-тихоокеанских моделей. Имеет лицензию визажиста и состоит в профессиональной ассоциации.
Нана дебютировала в After School 25 ноября 2009 года с выходом сингла «Because of You». В июне 2010 года вошла в состав саб-юнита Orange Caramel. Её первая сольная песня «Close Your Eyes» вошла в третий сингл юнита «Shanghai Romance». В июле 2011 года девушка стала частью специального юнита A.S. Red. В сентябре того же года Нана стала моделью для модных показов Tokyo Girls Collection. В 2012 году она продолжила модельную карьеру, участвуя в различных японских показах. На сингловом альбоме After School, получившем название Flashback и ставшим первым релизом после выпуска Кахи, Нане досталась сольная композиция «Eyeline». В декабре вместе с Хёлин, Хёной, Хёсон и Николь сформировала группу Dazzling Red специально для SBS Gayo Daejun. Она также становилась моделью для корейского бренда «Juvis» и участвовала в японском шоу «Девочки».
В 2013 году Нана участвовала в модном показе «Nylon». В апреле состоялась премьера сингла «Ma Boy 3» Electroboyz, где она выступила в качестве приглашённого артиста. В том же году девушка заняла второе место в списке «Ста самых красивых лиц», а уже в 2014 и 2015 годах занимала там первое место.

### 2014—настоящее время: Актёрская карьера

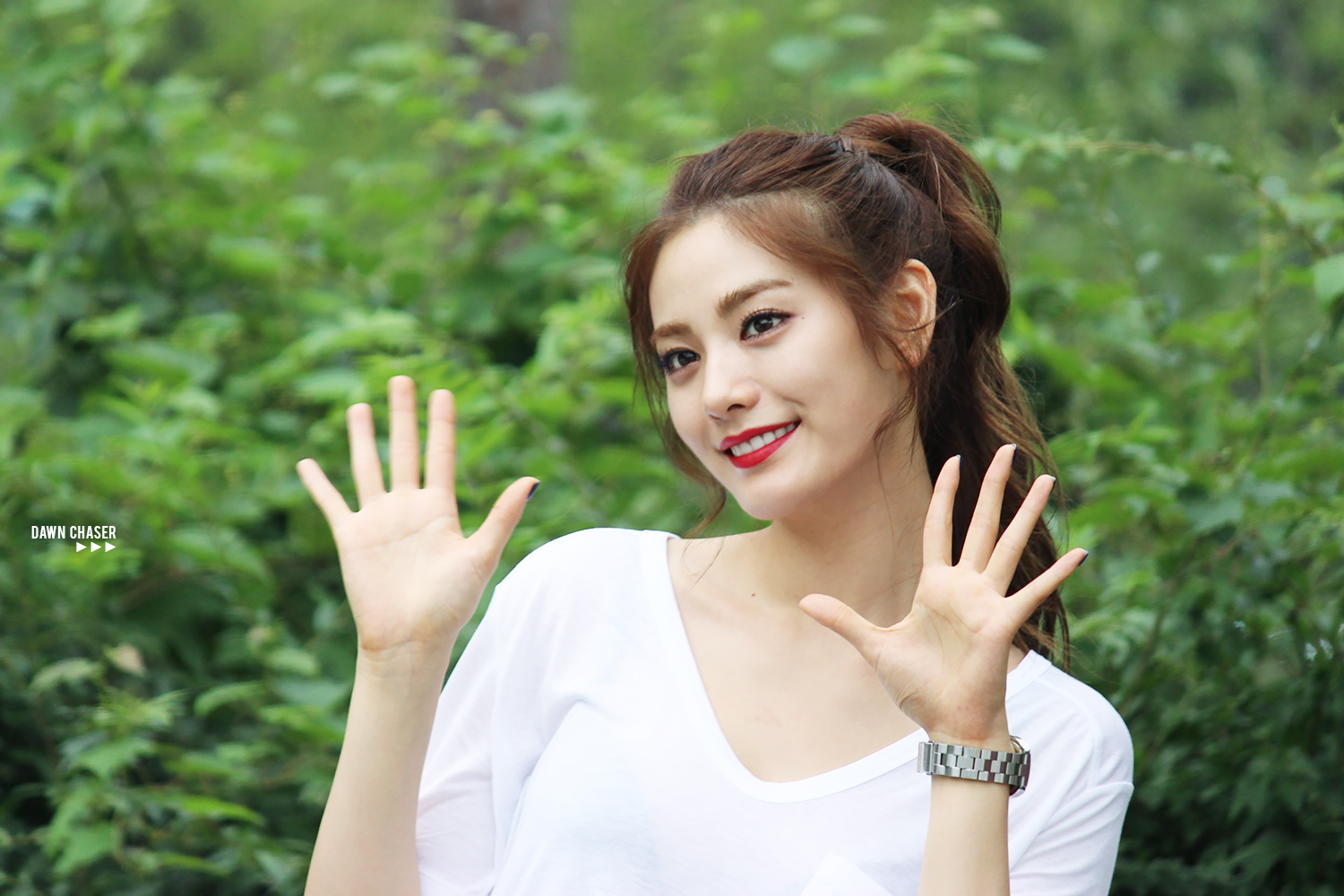
Нана на мини-фанмитинге After School, август 2014 года

В марте 2014 года стало известно, что Нана примет участие в реалити-шоу «Соседи». В следующем месяце стала одной из ведущих шоу «Журнал стиля». В августе стала участницей китайского модного шоу «Муза для платья», где финишировала второй. 6 ноября состоялась премьера фильма «Король моды», где у Наны была эпизодическая роль. В начале 2015 года она получила роль в китайской дораме «Любовь сквозь тысячелетие», ремейке корейского сериала «Мужчина королевы Ин Хён». В том же году снялась в китайской романтической комедии «Вперёд, Лала! 2», сиквеле «Вперёд, Лала!».
В феврале 2016 года Нана стала участницей четвёртого сезона шоу «Настоящие мужчины». Позже была отобрана на второстепенную роль в дораме «Хорошая жена», корейском ремейке одноимённого американского телесериала. За роль Ким Дан она удостоилась награды «Лучшая актриса-новичок» на Asia Artist Awards. Благодаря успеху на малых экранах позже Нана получила роль в фильме «Аферисты». В 2017 году она была выбрана на главную женскую роль в дораме «Четыре сына», но решила покинуть проект.
В марте 2019 года состоялась премьера криминальной дорамы «Убей», где Нана исполнила главную роль. В мае бывшая участница After School Лиззи объявила о неофициальном расформировании группы ввиду индивидуальной деятельности каждой участницы, однако официального заявления от Pledis Entertainment не последовало. В июле ожидается премьера дорамы «Справедливость».
В 2023 году снялась в дораме «Девушка в маске», где исполнила одну из главных ролей.